# Cantalojas
Cantalojas település Spanyolországban, Guadalajara tartományban. Cantalojas Montejo de Tiermes, Campisábalos, Galve de Sorbe, Valverde de los Arroyos, Majaelrayo, El Cardoso de la Sierra, Riofrío de Riaza, Riaza és Ayllón községekkel határos. Lakosainak száma 117 fő (2024).

## Népesség
A település népessége az utóbbi években az alábbiak szerint változott:
| Lakosok száma | 156  | 144  | 145  | 152  | 172  | 161  | 167  | 151  | 146  | 117  |
|               | 2001 | 2004 | 2006 | 2009 | 2011 | 2014 | 2016 | 2019 | 2021 | 2024 |